# Coma de Mercator
La Coma de Mercator es un intervalo musical que resulta de la diferencia entre 53 quintas perfectas y 31 octavas, desarrollado por Nikolaus Mercator.
Su expresión numérica es {\displaystyle \left({\frac {3}{2}}\right)^{53}:2^{31}={\frac {3^{53}}{2^{84}}}} y su magnitud es de 3,6 cents.
Resulta de continuar la espiral de quintas de Pitágoras (que si se detiene después de once quintas da como resultado un método de afinación de la escala llamado Sistema de Pitágoras), hasta que abarque 54 notas. La diferencia entre la nota de partida y la número 54, es la coma de Mercator que ocupa un lugar análogo al de la coma pitagórica en un círculo de doce quintas. Por la pequeña magnitud de la coma de Mercator puede decirse que, en la práctica, un sistema de 53 quintas es "casi cerrado" y una excelente aproximación al sistema de Pitágoras.
El mismo principio de reparto de la coma pitagórica en 12 fracciones o schismas que convierte al sistema temperado de 12 notas en una aproximación del círculo de quintas pitagórico, puede aplicarse también al sistema de 53 quintas de Mercator: cuando la coma de Mercator se divide en 53 fracciones o "schismas de Mercator" de 0,07 cents, se reparte entre las 53 quintas y se obtiene una división de la octava en 53 partes iguales denominadas por Mercator "comas artificiales".
Las comas artificiales de Mercator se conocen también como comas de Holder y el sistema temperado 53 partes por octava que resulta es el sistema de Holder.
El papel de la coma de Mercator dentro de la teoría de los sistemas de afinación, es que si el sistema musical occidental posee doce notas porque al encadenar doce quintas se llega a una coma pitagórica de cerrar el círculo (dando lugar así a la quinta del lobo), al continuar la espiral de quintas hasta un total de 53 se llega a una distancia del unísono igual a la coma de Mercator, que es aproximadamente una sexta parte de la coma pitagórica. Así, podría decirse que un sistema de 53 notas es más natural que uno de 12, si el criterio es que las quintas han de ser perfectas.